# Композиция числа
В теории чисел композицией, или разложением натурального числа называется такое его представление в виде суммы натуральных чисел, которое учитывает порядок следования слагаемых. Слагаемые, входящие в композицию, называют частями, а их количество — длиной композиции.
Разбиение числа, в отличие от композиции, не учитывает порядок следования частей. Следовательно, число разбиений числа никогда не превосходит числа композиций.
При фиксированной длине композиций в них иногда допускают слагаемые, равные 0.

## Примеры
Существует 16 композиций числа 5:
{\displaystyle {\begin{alignedat}{2}5&=5=\\&=4+1=\\&=3+2=\\&=3+1+1=\\&=2+3=\\&=2+2+1=\\&=2+1+2=\\&=2+1+1+1=\\&=1+4=\\&=1+3+1=\\&=1+2+2=\\&=1+2+1+1=\\&=1+1+3=\\&=1+1+2+1=\\&=1+1+1+2=\\&=1+1+1+1+1.\end{alignedat}}}

## Количество композиций
В общем случае существует {\displaystyle 2^{n-1}} композиций числа n, из которых в точности {\displaystyle {\tbinom {n-1}{k-1}}} имеют длину k, где {\displaystyle {\tbinom {n-1}{k-1}}} — биномиальный коэффициент, или число сочетаний.
Самый длинный способ записать число {\displaystyle n} — представить его в виде суммы {\displaystyle n} единиц:
{\displaystyle n=\underbrace {1+1+\ldots +1} _{n\ {\text{раз}}}}
Заменим теперь в этой записи все плюсы на пустые квадраты.
Всего этих пустых квадратов {\displaystyle n-1}, на единицу меньше, чем количество единиц:
{\displaystyle n=1\ \Box \ 1\ \Box \ldots \Box \ 1\ \Box \ 1}
В каждый из этих квадратов можно писать либо ({\displaystyle +}), либо запятую ({\displaystyle ,}).
Каждое заполнение всех квадратов даст в результате очередное разложение числа.
Получается, что каждое разложение числа {\displaystyle n} на слагаемые можно представить как размещение с повторением из двух символов (плюса и запятой) по {\displaystyle n-1} квадратам:
{\displaystyle {\overline {A}}_{2}^{n-1}=2^{n-1}}
■
Для доказательства этого утверждения достаточно построить биекцию между композициями n длины k и {\displaystyle (k-1)}-элементными подмножествами {\displaystyle (n-1)}-элементного множества. Поставим в соответствие композиции {\displaystyle n=n_{1}+\ldots +n_{k}} подмножество множества {\displaystyle \{1,\;\ldots ,\;n-1\}}, состоящее из частичных сумм: {\displaystyle \{n_{1},\;n_{1}+n_{2},\;\ldots ,\;n_{1}+\ldots +n_{k-1}\}}. Очевидно, у этого соответствия есть обратное: по подмножеству {\displaystyle \{m_{1},\;\ldots ,\;m_{k-1}\}}, элементы которого упорядочены по возрастанию, можно восстановить исходную композицию:
{\displaystyle n_{1}=m_{1}}, {\displaystyle n_{i}=m_{i}-m_{i-1}} при {\displaystyle i=2,\;\ldots ,\;k-1} и, наконец, {\displaystyle n_{k}=n-m_{k-1}}.
Таким образом, построенное отображение биективно, и поэтому количество композиций числа n длины k равно количеству {\displaystyle (k-1)}-элементных подмножеств {\displaystyle (n-1)}-элементного множества, то есть биномиальному коэффициенту {\displaystyle {\tbinom {n-1}{k-1}}}.■
Для подсчета общего числа композиций числа n достаточно или просуммировать эти биномиальные коэффициенты, или использовать то же отображение для построения биекции между всеми композициями числа n и всеми подмножествами {\displaystyle (n-1)}-элементного множества.}}
Если в композициях числа n длины k разрешить нулевые части, то количество таких композиций будет равно {\displaystyle {\tbinom {n+k-1}{k-1}}}, поскольку прибавление 1 к каждой части даёт композицию числа n + k уже без нулевых частей. Если рассматривать композиций числа n с возможными нулевыми частями совершенно любой длины, то количество композиций, вообще говоря, будет бесконечным.